# 農民聯盟 (法國)
農民聯盟（Confédération paysanne）是法國的一個農業工會。它也是農民之路的成員團體之一。

## 簡史與結構
農民聯盟成立於1987年，這是全國農民勞動者聯合會（Confédération nationale des syndicats de travailleurs paysans，簡稱 CNSTP）和「全國農民協會」（Fédération nationale des syndicats paysans，簡稱 FNSP）兩個小型工會整併的結果。
農民聯盟在法國各省及海外屬地皆有分會。以選舉結果觀之，它是法國第二大的農業工會。

## 訴求與活動
農民聯盟的主要訴求是：
- 「農民的農業」——反對跨國農企業集團對農業的宰制
- 尊重環境
- 保障農民工作權
- 保障農產品的品質

近年來，農民聯盟積極投入另類全球化運動，並與中、南美洲的農民組織（例如巴西的無地者運動）進行國際串連，破壞外國公司栽種的基因改造作物。

## 文獻
- La Confédération paysanne de José Bové, Yves Manguy (2003). ISBN 2913245854
- Qu'est-ce que la Confédération paysanne ?, Ed. L'Archipel, (2004). ISBN 2841874486

## 外部連結
- 農民聯盟網站 （页面存档备份，存于）
- 農民聯盟協力團體網站 （页面存档备份，存于）
- 林深靖，《法國農民聯盟》[永久]